# Finale UEFA Cup 1983
De UEFA Cupfinale van het seizoen 1982/83 is de twaalfde finale in de geschiedenis van de UEFA Cup. RSC Anderlecht nam het op tegen Benfica. De finale werd gespeeld over twee wedstrijden. De eerste wedstrijd vond plaats op 4 mei 1983 in het Heizelstadion in Brussel. De terugwedstrijd vond plaats op 18 mei in het Estádio da Luz in Lissabon.
RSC Anderlecht en Benfica stonden allebei voor het eerst in de finale van de UEFA Cup. Anderlecht won in eigen land met 1-0 en speelde twee weken later in Portugal gelijk. Het is tot op heden de laatste Europese trofee van RSC Anderlecht. 
Bij Anderlecht stonden er in de eerste wedstrijd vijf Belgen in de basisopstelling, in de tweede zeven Belgen. De Nederlander Wim Hofkens speelde enkel in de heenwedstrijd mee.
Koning Boudewijn woonde de heenwedstrijd in Brussel bij. De terugwedstrijd werd gefloten door de Nederlandse scheidsrechter Charles Corver.

## Voorgeschiedenis
Het was de eerste keer dat Anderlecht en Benfica tegen elkaar speelden. Benfica had zowel in 1961 als in 1962 de Europacup I veroverd. Bij Anderlecht dateerden de laatste Europese successen van de jaren 70. In 1976 en 1978 won de club uit Brussel telkens de Europacup II en de Europese Supercup.

## Uitzending
De finale werd niet rechtstreeks uitgezonden op televisie. RSC Anderlecht vroeg een te hoog bedrag voor het uitzenden van de finale, dus werd de partij pas later uitgezonden. De club vroeg een bedrag van 5 miljoen BEF (zo'n €125.000) voor de uitzending. Voorzitter Constant Vanden Stock besloot, omdat niemand het bedrag wilde betalen, om de wedstrijd niet te laten uitzenden.

### Wedstrijddetails
|                          |                |       |         |                                                                                        |
| 4 mei 1983 20:00 (UTC+2) | RSC Anderlecht | 1 – 0 | Benfica | Heizelstadion, Brussel Toeschouwers: 52.694 Scheidsrechter: Bogdan Dotchev (Bulgarije) |
| 4 mei 1983 20:00 (UTC+2) | Brylle 30'     |       |         | Heizelstadion, Brussel Toeschouwers: 52.694 Scheidsrechter: Bogdan Dotchev (Bulgarije) |

| Anderlecht | Benfica |

| RSC Anderlecht: |    |                    |     |
|                 |    |                    |     |
| GK              | 1  | Jacky Munaron      |     |
| RB              | 8  | Wim Hofkens        | 80' |
| CB              | 7  | Morten Olsen       |     |
| CB              | 2  | Luka Peruzović     |     |
| LB              | 5  | Michel De Groote   |     |
| RM              | 3  | Per Frimann        |     |
| CM              | 4  | Juan Lozano        |     |
| CM              | 10 | Ludo Coeck         |     |
| LM              | 6  | Frank Vercauteren  |     |
| CF              | 9  | Erwin Vandenbergh  | 78' |
| CF              | 11 | Kenneth Brylle     |     |
| Wisselspelers:  |    |                    |     |
| FW              | 16 | Alex Czerniatynski | 78' |
| Coach:          |    |                    |     |
| Paul Van Himst  |    |                    |     |

| Benfica:            |    |                    |        |
|                     |    |                    |        |
| GK                  | 1  | Manuel Bento       |        |
| RB                  | 2  | Minervino Pietra   | 70'    |
| CB                  | 3  | Humberto Coelho    |        |
| CB                  | 5  | Frederico Rosa     | 78'    |
| LB                  | 4  | Álvaro Magalhães   |        |
| RM                  | 9  | José Luis          | 7' 75' |
| CM                  | 6  | Carlos Manuel      |        |
| CM                  | 11 | Shéu               |        |
| LM                  | 10 | Fernando Chalana   |        |
| CF                  | 7  | Diamantino Miranda |        |
| CF                  | 8  | Zoran Filipović    | 68'    |
| Wisselspelers:      |    |                    |        |
| DF                  | 13 | Bastos Lopes       | 78'    |
| FW                  | 16 | Tamagnini Nené     | 68'    |
| Coach:              |    |                    |        |
| Sven-Göran Eriksson |    |                    |        |

|                           |          |       |                |                                                                                          |
| 18 mei 1983 21:00 (UTC+2) | Benfica  | 1 – 1 | RSC Anderlecht | Estádio da Luz, Lissabon Toeschouwers: 80.000 Scheidsrechter: Charles Corver (Nederland) |
| 18 mei 1983 21:00 (UTC+2) | Shéu 32' |       | 38' Lozano     | Estádio da Luz, Lissabon Toeschouwers: 80.000 Scheidsrechter: Charles Corver (Nederland) |

| Benfica | Anderlecht |

| Benfica:            |    |                    |     |
|                     |    |                    |     |
| GK                  | 1  | Manuel Bento       |     |
| RB                  | 2  | Minervino Pietra   |     |
| CB                  | 3  | Humberto Coelho    |     |
| CB                  | 5  | Bastos Lopes       |     |
| LB                  | 4  | António Veloso     | 62' |
| RM                  | 6  | Carlos Manuel      |     |
| CM                  | 8  | Glenn Strömberg    |     |
| CM                  | 11 | Shéu               | 50' |
| LM                  | 10 | Fernando Chalana   |     |
| CF                  | 9  | Diamantino Miranda |     |
| CF                  | 7  | Tamagnini Nené     |     |
| Wisselspelers:      |    |                    |     |
| MF                  | 15 | João Alves         | 62' |
| FW                  | 16 | Zoran Filipović    | 50' |
| Coach:              |    |                    |     |
| Sven-Göran Eriksson |    |                    |     |

| RSC Anderlecht: |    |                   |     |
|                 |    |                   |     |
| GK              | 1  | Jacky Munaron     |     |
| RB              | 8  | Walter Degreef    |     |
| CB              | 11 | Hugo Broos        |     |
| CB              | 7  | Morten Olsen      |     |
| CB              | 2  | Luka Peruzović    |     |
| LB              | 5  | Michel De Groote  |     |
| RM              | 3  | Per Frimann       |     |
| CM              | 10 | Ludo Coeck        |     |
| LM              | 6  | Frank Vercauteren |     |
| AM              | 4  | Juan Lozano       |     |
| CF              | 9  | Erwin Vandenbergh | 78' |
| Wisselspelers:  |    |                   |     |
| FW              | 13 | Kenneth Brylle    | 78' |
| Coach:          |    |                   |     |
| Paul Van Himst  |    |                   |     |